# Kościół św. Andrzeja Apostoła w Koronowie
Kościół świętego Andrzeja Apostoła – rzymskokatolicki kościół filialny należący do parafii Wniebowzięcia Najświętszej Maryi Panny w Koronowie.

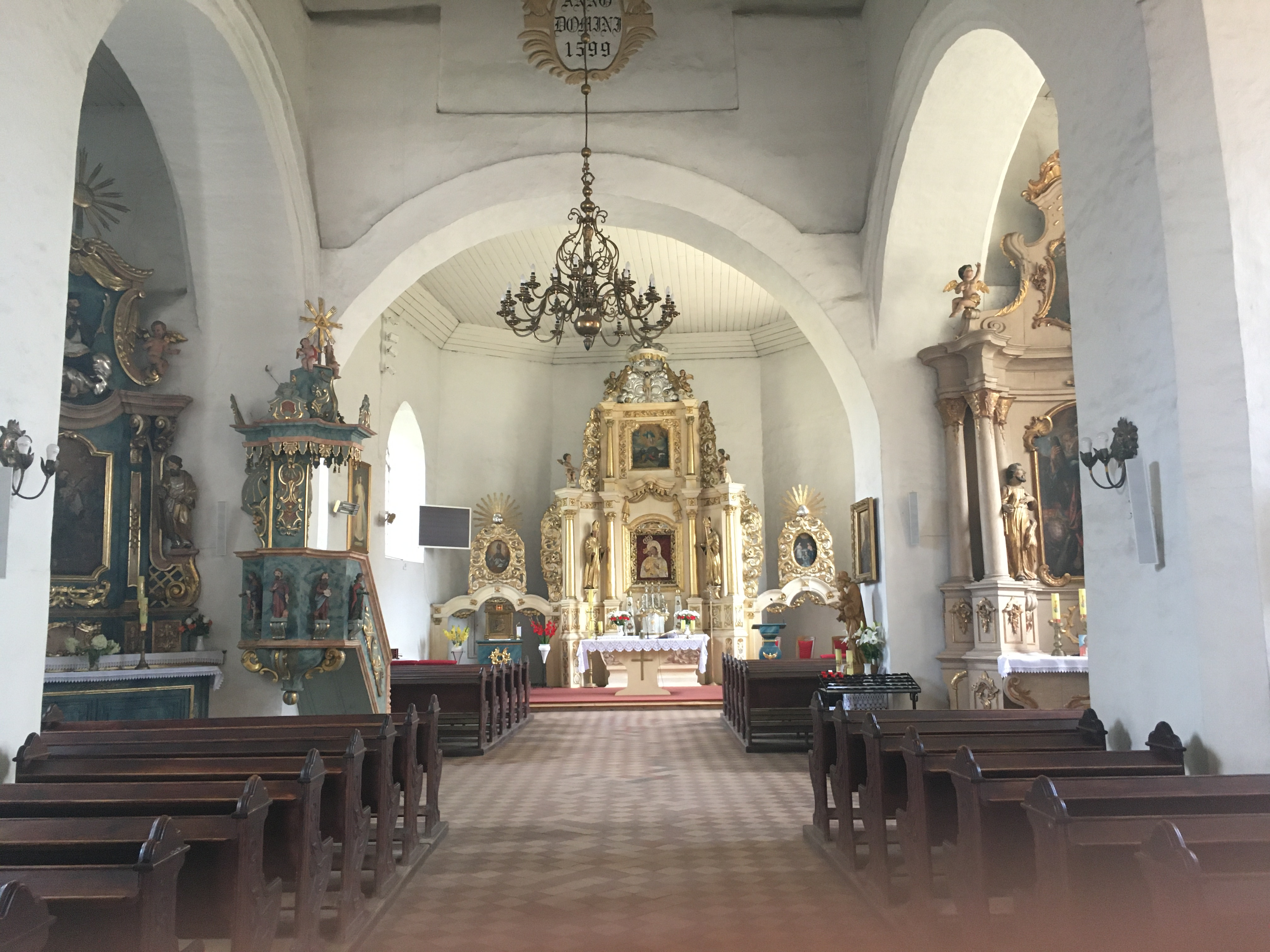
Wnętrze świątyni

Obecny kształt świątynia otrzymała podczas przebudowy w 1599 roku podczas urzędowania opata cystersów Wawrzyńca Żalińskiego. Jest to budowla gotycka, trójnawowa, posiadająca zamknięte trójbocznie prezbiterium oraz kwadratową wieżę od strony zachodniej, i szkarpy w narożnikach. W 1752 roku zniszczone sklepienie zostało zastąpione wymieniono drewnianymi stropami. 

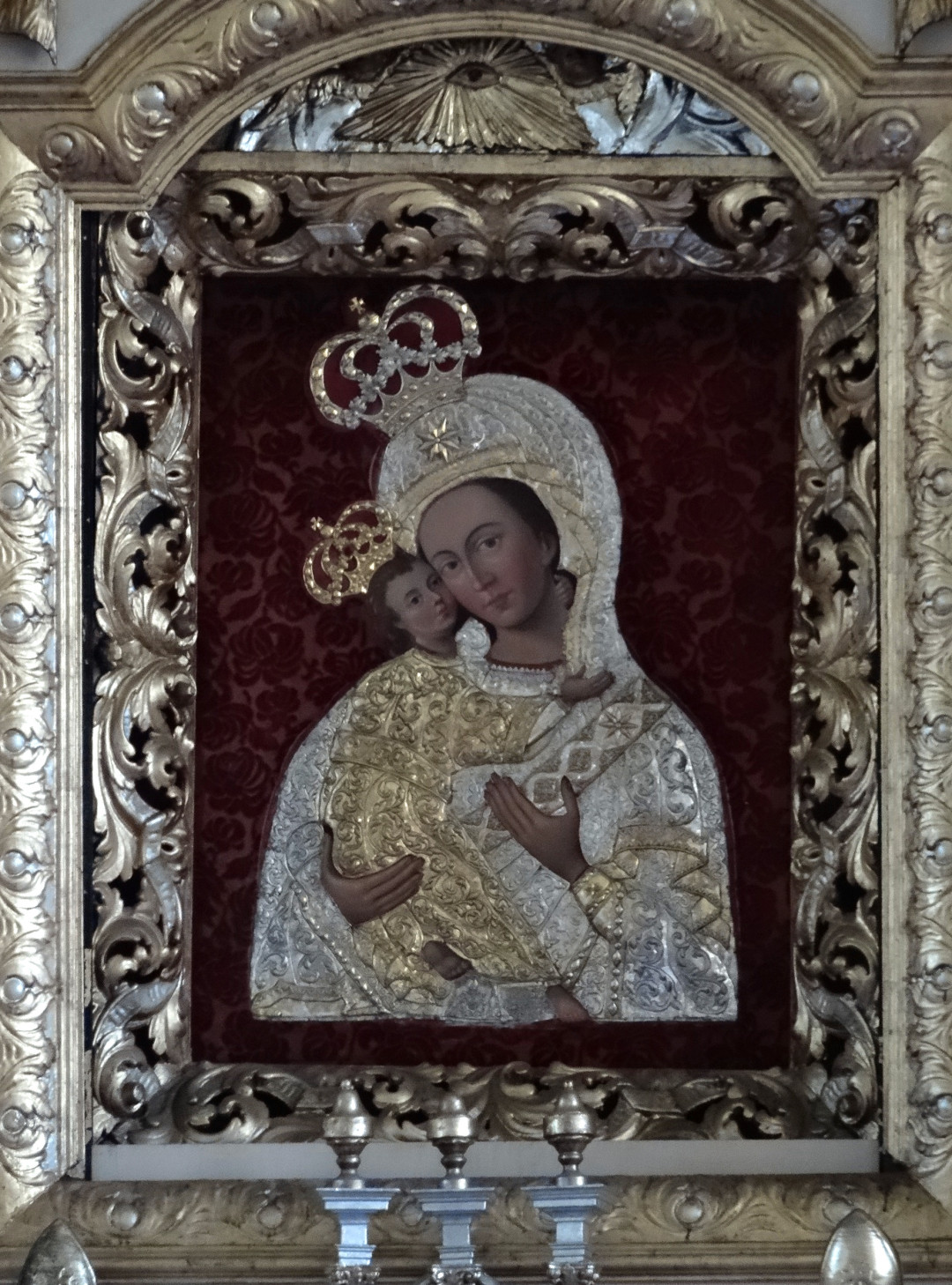
Obraz Matki Bożej z Dzieciątkiem w ołtarzu głównym

Wyposażenie reprezentuje styl barokowo-rokokowy. Wystrój snycerski cechuje się przeciętnym poziomem artystycznym. Ołtarz główny w stylu późnobarokowym pochodzi z ok. 1740 roku i posiada elementy regencyjne. W polu środkowym znajduje się obraz Matki Boskiej z dzieciątkiem w sukience, ufundowanej przez opata cystersów Jana Chrząstowskiego w 1746 roku. Ambona w stylu rokokowym pochodzi z 2 połowy XVIII wieku. Drewniany chór muzyczny pochodzi z tego samego czasu. Ołtarze boczne: w lewym znajduje się obraz świętego Antoniego z dzieciątkiem, w prawym znajduje się obraz świętego Andrzeja Apostoła - patrona świątyni.